# Burmagomphus v-flavum
Burmagomphus v-flavum là loài chuồn chuồn trong họ Gomphidae. Loài này được Fraser mô tả khoa học đầu tiên năm 1926.